# ホ・ユンジン
ホ・ユンジン（朝: 허윤진、漢: 許允眞、英: Huh Yun-Jin、2001年10月8日 - ）は、大韓民国の女性歌手。韓国の女性アイドルグループ・LE SSERAFIMのメンバー。本名に使われている漢字には、「まこと」という意味がある。ソウル特別市 江南区出生。アメリカ合衆国・ニューヨーク州スケネクタディ出身。SOURCE MUSIC所属。英語名はジェニファー・ユンジン・ホ（英: Jennifer Yun-Jin Huh）。

## 来歴

### 2001年 - 2016年: 生い立ち
2001年10月8日、大韓民国・ソウルで誕生し、生後8ヶ月でアメリカ合衆国・ニューヨーク州に移住。小学校の頃に友人が勧めてくれたシンガーソングライターであるテイラー・スウィフトに魅了されて作詞作曲に関心を持ち始め、幼い頃に自身の名前をきっかけにいじめや人種差別に遭った時にK-POPが力になってくれた事がきっかけとなり歌手を志す様になる。また様々な挑戦をしてみたもののこれだと思うものがなかったユンジン自身にとって、曲を書いて歌うことが自分自身を正直に伝えられる方法であるということに気付いたことも歌手を志すきっかけである。
高校1年生の1学期まで高校で声楽をしており、地域大会にてオペラ座の怪人のメゾソプラノドラマティコにカルロッタ役として参加した際、主演女優賞にノミネートされた事がある。

### 2017年 - 2021年: PLEDIS練習生時代、PRODUCE 48への参加

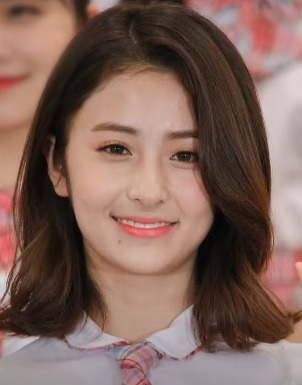
PRODUCE 48出演時のホ・ユンジン

2017年8月にアメリカで行われたPLEDISエンターテインメントのグローバルオーディションに合格し入社。オーディションではAdeleの「All I Ask」を歌唱した。
2018年4月、Mnetで放送されたオーディション番組『PRODUCE 48』に当時AFTERSCHOOLのメンバーだったカウンことイ・カウンと共にPLEDIS代表として出演。デビュー圏内に進出するも最終順位は26位で脱落した。
番組終了後、カウンと共にキリンズとして動画配信やパフォーマンス動画、更には始球式やファッションウィークに参加するなどといった活動を行った。
2019年3月、韓林演芸芸術高等学校に入学。PLEDISでも一度デビューが決まったものの計画が白紙になり、その後SOURCE MUSICに移籍し練習生生活を続けていたが、月末審査の結果実力不足により破門され、高校も中退してアメリカに帰国した。その間、大学でビジネスの勉強をする準備をしていたが、練習生時代にデビューが白紙になったことによる拭いきれない悔しさをずっと持っていた。しかしその後「音楽をやりたい」という意志が強かったこととHYBEからデビューを提案されたことから韓国へ戻った。
2021年8月、SOURCE MUSICに入所し、IZ*ONEのメンバーであったキム・チェウォンと宮脇咲良と共にガールズグループのメンバーとして合流する事が報道された。

### 2022年 -: LE SSERAFIMのメンバーとして
2022年4月9日、公式SNSを通じてLE SSERAFIMのメンバーとして公開された。
5月2日、『FEARLESS』でデビュー。
8月9日、デビュー100日目を記念して自作曲『Raise y_our glass』を公開。同時に個人のインスタグラムを開設した。
2023年1月9日、2曲目である自作曲『I ≠ DOLL（読み:アイドル）』を公開。1曲目の自作曲『Raise y_our glass』と同時に各種音楽サービスにて正式にリリースされた。
3月14日、3曲目の自作曲『피어나도록（love you twice）』をリリース。ミュージック・ビデオはYouTubeクリエーターであるRAMDARAMがアニメーションを担当した。
8月14日、4曲目の自作曲『blessing in disguise』をリリース。タイトルは「災い転じて福と成す」という意味を持ち、ユンジン自身の過去の経験について書かれた楽曲で、Weverse Con Festivalの単独ステージにて先行公開された。

## 人物

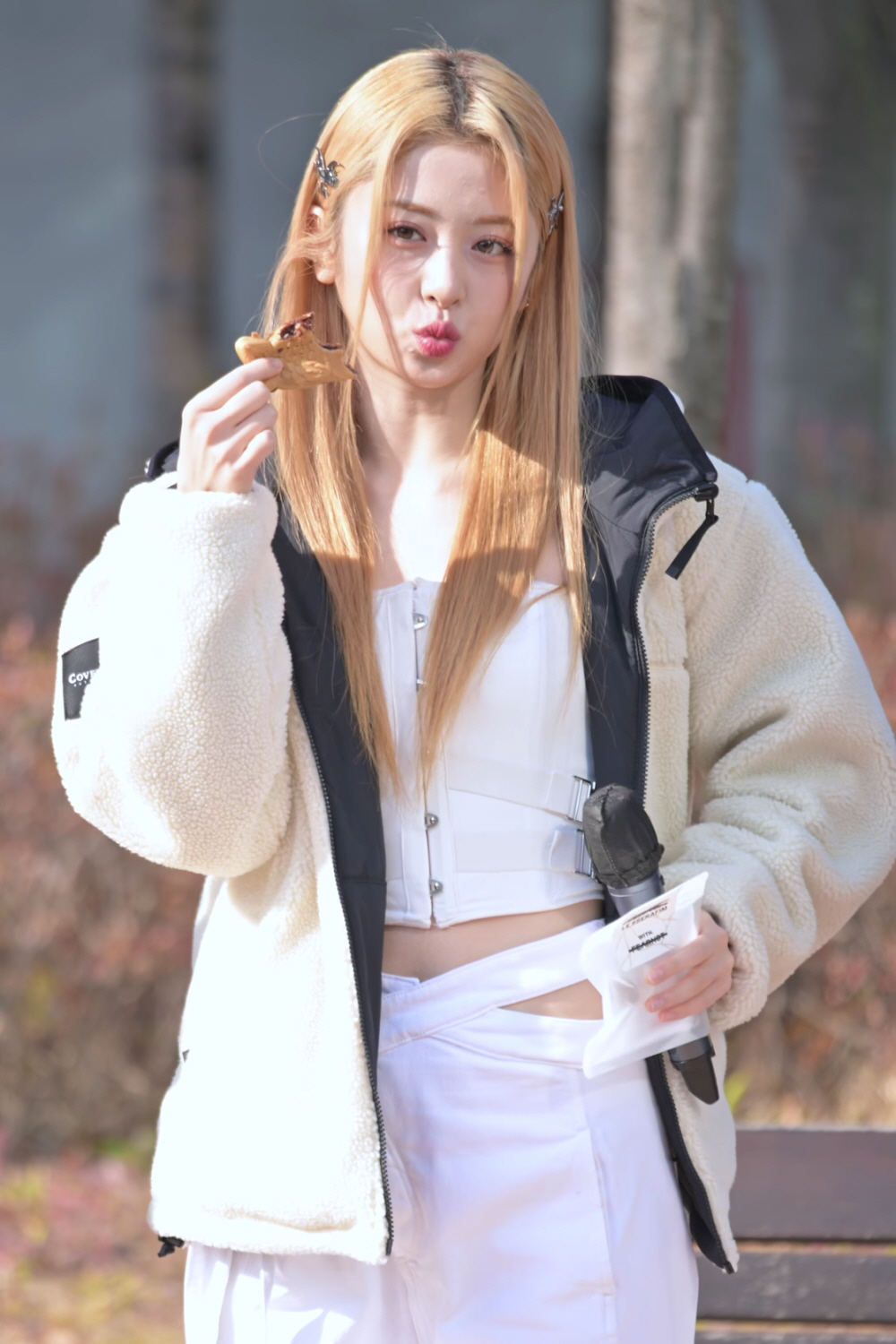
たい焼きを持つユンジン（2022年11月）

身長は172cmでメンバー内で一番身長が高い。手足が長く、魅惑的なビジュアルが特徴であり、PRODUCE 48の「ビジュアル選抜トップ11」では3位に選ばれた事がある。愛称はキリンちゃん。ユンジンと同じくPRODUCE 48に出演したAleXaと親交がある。
交友関係は幅広く、同じHYBE LABELSに所属しているNewJeansとは練習生時代から交流がある。またHYBE LABELSに所属する前は、SMエンタテインメントの練習生だった時期があり、aespaのウィンター、ニンニンとは、練習生時代同じ寮で暮らしていたという。デビューして以降からは音楽番組で会う度に食事に行っており、aespa全員との交流がある。また同じ第四世代でもあるKep1erのチェヒョンとも交流やaespaのジゼルの紹介で知り合ったチョン・ソミとも交流がある。
MBTIはINFJで、見た目から強い印象や外向的なイメージが持たれがちであるが実際は人の前で自分を表現することに対して難しいと感じる事があるとユンジン自身が言及している。
ボーダー柄が好きであり、友人とショッピングしに行く度に毎回買っていたことがある。またそのことから「ボーダーラバー」というニックネームが存在する。
英語と韓国語で話す事ができ、フランス語を5年間習っていた事がある。それに関連して、LE SSERAFIMのロゴモーションのバックに流れるナレーションはユンジンが担当している。

## 作品

### 作詞作曲
| 曲名                                            | 発表年 | アーティスト                       | アルバム             | 作曲 | 作詞 | プロデュース |
| ----------------------------------------------- | ------ | ---------------------------------- | -------------------- | ---- | ---- | ------------ |
| "Blue Flame"                                    | 2022   | LE SSERAFIM                        | FEARLESS             | Yes  | Yes  | No           |
| "Raise Y_our Glass"                             | 2022   | HUH YUNJIN                         | シングルリリースのみ | Yes  | Yes  | Yes          |
| "Impurities"                                    | 2022   | LE SSERAFIM                        | ANTIFRAGILE          | Yes  | Yes  | No           |
| "No Celestial"                                  | 2022   | LE SSERAFIM                        | ANTIFRAGILE          | Yes  | Yes  | No           |
| "Good Parts (When the Quality Is Bad but I Am)" | 2022   | LE SSERAFIM                        | ANTIFRAGILE          | Yes  | Yes  | No           |
| "I ≠ DOLL"                                      | 2023   | HUH YUNJIN                         | シングルリリースのみ | Yes  | Yes  | Yes          |
| "love you twice"                                | 2023   | HUH YUNJIN                         | シングルリリースのみ | Yes  | Yes  | Yes          |
| "Eve, Psyche & the Bluebeard's Wife"            | 2023   | LE SSERAFIM                        | UNFORGIVEN           | No   | Yes  | No           |
| "FEARNOT (Between You, Me and the Lamppost)"    | 2023   | LE SSERAFIM                        | UNFORGIVEN           | Yes  | Yes  | Yes          |
| "blessing in disguise"                          | 2023   | HUH YUNJIN                         | シングルリリースのみ | Yes  | Yes  | No           |
| "Perfect Night"                                 | 2023   | LE SSERAFIM                        | シングルリリースのみ | Yes  | Yes  | No           |
| "Yes or No"                                     | 2024   | GroovyRoom feat. Huh Yunjin, Crush | シングルリリースのみ | No   | Yes  | No           |
| "STUPID IN LOVE"                                | 2024   | Max feat. Huh Yunjin               | LOVE IN STEREO       | No   | Yes  | No           |
| "Swan Song"                                     | 2024   | LE SSERAFIM                        | EASY                 | Yes  | Yes  | No           |
| "Smart"                                         | 2024   | LE SSERAFIM                        | EASY                 | Yes  | Yes  | No           |
| "We Got So Much"                                | 2024   | LE SSERAFIM                        | EASY                 | Yes  | Yes  | No           |
| "CRAZY"                                         | 2024   | LE SSERAFIM                        | CRAZY                | Yes  | Yes  | No           |
| "Crazier"                                       | 2024   | LE SSERAFIM                        | CRAZY                | Yes  | Yes  | Yes          |
| "jellyfish"                                     | 2025   | HUH YUNJIN                         | シングルリリースのみ | Yes  | Yes  | Yes          |
| "HOT"                                           | 2025   | LE SSERAFIM                        | HOT                  | Yes  | Yes  | No           |
| "Ash"                                           | 2025   | LE SSERAFIM                        | HOT                  | Yes  | Yes  | No           |
| "So Cynical (Badum)"                            | 2025   | LE SSERAFIM                        | HOT                  | Yes  | Yes  | No           |
| "Kawaii"                                        | 2025   | LE SSERAFIM                        | DIFFERENT            | No   | Yes  | No           |
| "DIFFERENT" (English version)                   | 2025   | LE SSERAFIM                        | シングルリリースのみ | No   | Yes  | No           |
| "Billyeoon Goyangi（Do the Dance）"             | 2025   | ILLIT                              | Bomb                 | Yes  | Yes  | No           |

### 参加楽曲
- ネッコヤ（PICK ME） - 2018年5月10日
- I AM - 2018年8月18日、30 Girls 6 Concepts
- Last Christmas - 2022年12月1日、2022 Christmas VIB

## 出演

### テレビ番組
- PRODUCE 48 - Mnet、2018年

### ラジオ
- イ・スンユンのWho are you - NAVER NOW.、2022年8月25日[35]

### 雑誌
- COSMOPOLITAN KOREA 12月号 - 2022年11月22日[36]